# Barbara Dickson
Barbara Dickson (née le 27 septembre 1947 à Dunfermline) est une chanteuse écossaise.
Elle a eu 15 albums dans les charts britanniques depuis 1977, ainsi que de nombreux singles atteignant le Top 20 britannique.

## Biographie
Elle a appris le piano à 5 ans, et la guitare à 12 ans.
Elle a enregistré entre autres Anyone Who Had a Heart, a joué dans les comédies musicales Blood Brothers, Evita ou Chess, et a interprété certaines chansons de Jacques Brel.

## Albums
- 1977 : Morning Comes Quickly
- 1980 : The Barbara Dickson Album
- 1981 : You Know It’s Me
- 1982 : All for a Song
- 1984 : Tell Me It’s Not True
- 1984 : Heartbeats
- 1985 : Gold
- 1986 : The Right Moment
- 1989 : Coming Alive Again
- 1992 : Don’t Think Twice It’s Alright
- 1994 : Parcel of Rogues
- 1995 : Dark End of the Street

## Compilations
- 1985 : The Barbara Dickson Songbook
- 1986 : The Very Best of Barbara Dickson
- 1992 : Together – The Best of Elaine Paige & Barbara Dickson
- 2004 : The Platinum Collection

## Nominations et récompenses
Elle a remporté le Laurence Olivier Award en 2000 pour son rôle dans la comédie musicale britannique Spend Spend Spend.